# I pellegrini di Emmaus
I pellegrini di Emmaus (in francese: Les Pèlerins d'Emmaüs, chiamati anche la Cena in Emmaus (Le Souper à Emmaüs) è un dipinto a olio su tela (169x244 cm) di Tiziano, databile al 1533-1534 circa e conservato al  Louvre di Parigi.

## Storia e descrizione
Il dipinto venne commissionato al pittore dal conte mantovano Nicola Maffei. Nell'opera, a detta di alcuni critici, appare egli stesso assieme al duca di Mantova Federico II Gonzaga (sulla sinistra). Passò in proprietà al duca Vincenzo I Gonzaga verso il 1593, quindi al re Carlo I d'Inghilterra e al re Luigi XIV di Francia.